# Visconde de Guiães

Visconde de Guiães é um título nobiliárquico criado por D. Maria II, Rainha de Portugal, por Decreto de 26 de julho de 1850, em favor de José Taveira Pimentel Carvalho Menezes.
Titulares
1. José Taveira Pimentel Carvalho Menezes, 1.º Visconde de Guiães;
2. Maria Antónia Adelaide Taveira de Sousa Alvim e Menezes, 2ª Viscondessa de Guiães;
3. Bernardo João da Silveira de Vasconcelos e Sousa, 3.º Visconde de Guiães.